# Povodí Sázavy
Povodí Sázavy je povodí řeky 3. řádu a je součástí povodí Vltavy. Tvoří je oblast, ze které do řeky Sázavy přitéká voda buď přímo nebo prostřednictvím jejich přítoků. Jeho hranici tvoří rozvodí se sousedními povodími. Na severu jsou to povodí levostranných přítoků Labe včetně povodí Doubravy a na západě povodí menších pravostranných přítoků Vltavy. Na jihu je to povodí Lužnice a na východě povodí Dyje. Nejvyšším bodem povodí je s nadmořskou výškou 823 m Křivý javor ve Žďárských vrších. Rozloha povodí je 4349,2 km² a celé je na území Česka.

## Správa povodí
Správou povodí se zabývá státní podnik Povodí Vltavy závod Dolní Vltava.

## Dílčí povodí
| povodí                    | rozloha km² | nejvyšší bod | nadm.výška m | odtékající řeka | průtok v ústí m³/s |
| ------------------------- | ----------- | ------------ | ------------ | --------------- | ------------------ |
| Povodí Želivky            | 1188,4      |              |              | Želivka         | 6,98               |
| Povodí Blanice            | 543,7       |              |              | Blanice         | 2,60               |
| Povodí Šlapanky           | 265,2       |              |              | Šlapanka        | 1,60               |
| Povodí Janovického potoka | 159,2       |              |              | Janovický potok | 0,45               |
| Povodí Sázavky            | 132,7       |              |              | Sázavka         | 0,78               |